# ريغنسبرغ
ريغنسبرغ (بالألمانية: Regensberg) هي بلدية سويسرية تتبع لمقاطعة ديلسدورف في كانتون زيورخ. تبلغ مساحتها 2.39 كيلومتر مربع، ويقدر عدد سكانها بـ 474 نسمة (حسب تعداد ديسمبر 2017).